# Haplodrassus minor
Haplodrassus minor är en spindelart som först beskrevs av O. Pickard-Cambridge 1879.  Haplodrassus minor ingår i släktet Haplodrassus och familjen plattbuksspindlar. Inga underarter finns listade i Catalogue of Life.